# Vilar (Vila do Conde)
Vilar é uma povoação portuguesa do Município de Vila do Conde que foi sede da extinta Freguesia de Vilar, freguesia que tinha 1 638 habitantes (2011) e densidade populacional de 382,7 hab/km².
A Freguesia de Vilar foi extinta (agregada) em 2013, no âmbito de uma reforma administrativa nacional, para, em conjunto com a Freguesia de Mosteiró, formar uma nova freguesia denominada União das Freguesias de Vilar e Mosteiró.

## População
| População da freguesia de Vilar | População da freguesia de Vilar | População da freguesia de Vilar | População da freguesia de Vilar | População da freguesia de Vilar | População da freguesia de Vilar | População da freguesia de Vilar | População da freguesia de Vilar | População da freguesia de Vilar | População da freguesia de Vilar | População da freguesia de Vilar | População da freguesia de Vilar | População da freguesia de Vilar | População da freguesia de Vilar | População da freguesia de Vilar |
| ------------------------------- | ------------------------------- | ------------------------------- | ------------------------------- | ------------------------------- | ------------------------------- | ------------------------------- | ------------------------------- | ------------------------------- | ------------------------------- | ------------------------------- | ------------------------------- | ------------------------------- | ------------------------------- | ------------------------------- |
| 1864                            | 1878                            | 1890                            | 1900                            | 1911                            | 1920                            | 1930                            | 1940                            | 1950                            | 1960                            | 1970                            | 1981                            | 1991                            | 2001                            | 2011                            |
| 532                             | 602                             | 705                             | 734                             | 952                             | 995                             | 946                             | 1 118                           | 1 160                           | 1 307                           | 1 357                           | 1 579                           | 1 633                           | 1 737                           | 1 638                           |

| Distribuição da População por Grupos Etários | Distribuição da População por Grupos Etários | Distribuição da População por Grupos Etários | Distribuição da População por Grupos Etários | Distribuição da População por Grupos Etários | Distribuição da População por Grupos Etários | Distribuição da População por Grupos Etários | Distribuição da População por Grupos Etários | Distribuição da População por Grupos Etários | Distribuição da População por Grupos Etários |
| -------------------------------------------- | -------------------------------------------- | -------------------------------------------- | -------------------------------------------- | -------------------------------------------- | -------------------------------------------- | -------------------------------------------- | -------------------------------------------- | -------------------------------------------- | -------------------------------------------- |
| Ano                                          | 0-14 Anos                                    | 15-24 Anos                                   | 25-64 Anos                                   | > 65 Anos                                    |                                              | 0-14 Anos                                    | 15-24 Anos                                   | 25-64 Anos                                   | > 65 Anos                                    |
| 2001                                         | 275                                          | 233                                          | 997                                          | 232                                          |                                              | 15,8%                                        | 13,4%                                        | 57,4%                                        | 13,4%                                        |
| 2011                                         | 207                                          | 178                                          | 914                                          | 339                                          |                                              | 12,6%                                        | 10,9%                                        | 55,8%                                        | 20,7%                                        |

Média do País no censo de 2001:  0/14 Anos-16,0%; 15/24 Anos-14,3%; 25/64 Anos-53,4%; 65 e mais Anos-16,4%
Média do País no censo de 2011:   0/14 Anos-14,9%; 15/24 Anos-10,9%; 25/64 Anos-55,2%; 65 e mais Anos-19,0%

## Festas e Romarias
- (Primeiro Domingo de Junho)
- Nossa Senhora Do Ó (18 de Dezembro e Domingo depois ou antes)